# Bilheteria dos cinemas no Brasil em 2004
Lista com o valor da arrecadação em reais e o público dos principais filmes lançados nos cinemas de todo o Brasil no ano de 2004.

## Arrecadação total
Até Dezembro de 2005. Contabiliza apenas filmes que estrearam em 2004.
| #  | Filme                                   | Faturamento   | Público    |
| -- | --------------------------------------- | ------------- | ---------- |
| 1  | Homem-Aranha 2                          | R$ 48 154 529 | 7 737 714  |
| 2  | A Paixão de Cristo                      | R$ 44 935 895 | 6 883 375  |
| 3  | Shrek 2                                 | R$ 29 059 376 | 4 672 046  |
| 4  | Tróia                                   | R$ 28 414 929 | 4 177 660  |
| 5  | Os Incríveis                            | R$ 27 808 325 | 4 293 723a |
| 6  | O Dia Depois de Amanhã                  | R$ 22 095 782 | 3 264 034  |
| 7  | Harry Potter e o Prisioneiro de Azkaban | R$ 21 534 701 | 3 355 659  |
| 8  | Cazuza - O Tempo não Para               | R$ 21 230 606 | 3 082 522  |
| 9  | Olga                                    | R$ 20 361 067 | 3 078 030  |
| 10 | Garfield – O Filme                      | R$ 19 577 587 | 3 226 512  |
| 11 | O Último Samurai                        | R$ 19 382 963 | 2 752 983  |
| 12 | Sexo, Amor e Traição                    | R$ 15 775 132 | 2 219 423  |
| 13 | Alguém Tem que Ceder                    | R$ 14 286 125 | 1 823 855  |
| 14 | Doze Homens e Outro Segredo             | R$ 13 842 915 | 1 866 815  |
| 15 | Scooby-Doo 2: Monstros à Solta          | R$ 13 134 850 | 2 140 303  |
| 16 | O Espanta Tubarões                      | R$ 12 924 777 | 2 031 243  |
| 17 | Van Helsing - O Caçador de Monstros     | R$ 9 652 037  | 1 462 214  |
| 18 | Rei Arthur                              | R$ 9 326 097  | 1 357 639  |
| 19 | A Vila                                  | R$ 9 236 649  | 1 310 055  |
| 20 | Todo Mundo em Pânico 3                  | R$ 9 217 471  | 1 529 446  |

↑a  Em 31 de Dezembro: R$ 990 047, 2 867 869 espectadores